# Činčilák bolivijský
Činčilák bolivijský (Abrocoma boliviensis) je jihoamerický středně velký hlodavec, nejméně prozkoumaný druh rodu Abrocoma který stejně jako příbuzný rod Cuscomys nese české pojmenování činčilák.

## Výskyt
Činčilák bolivijský je znám pouze z jediné skalnaté lokality o rozloze nedosahující ani 100 km², nacházející se v údolí řeky Comarapa v provincii Manuel María Caballero v departementu Santa Cruz centrální Bolívie, v nadmořské výšce okolo 1800 m kde žije v norách na okrajích horských lesů a kamenitých keřovitých strání a pastvin.

## Popis
Je to nejmenší druh rodu Abrocoma, byl popsán roku 1990 na základě dvou dosud neurčených vzorků získaných již v létech 1926 a 1955. Podrobný výzkum na živých zvířatech prováděn nebyl, je problém některé polapit.
Byla mu stanovena průměrná délka těla i s hlavou na 170 až 178 mm a váha 225 až 300 gramů. Hustou a měkkou srst (podobnou činčile) má na horní straně těla zbarvenou stříbřitě šedě a na spodní bílé nebo nažloutle. Čenich je protáhlý (jako u krysy), oči velké a uši dlouhé a zaoblené. Končetiny jsou krátké, na předních vyrůstají čtyři a na zadních pět prstů s měkkými drsnými polštářky sloužícími ke šplhání. U tří středních prstů zadních končetin jsou tvrdé osiny tvořící hřeben používaný pravděpodobně k údržbě srsti. Jeho ocas je dlouhý a chlupatý.
Předpokládá se, že je býložravec který se živí trávou, bylinami, květy, listím i větvičkami stromů na které šplhá. O způsobu rozmnožování není nic známo, na základě chování příbuzných druhů se předpokládá, že po březosti trvající okolo 110 dnů se rodí jedno až dvě poměrně dobře vyvinutá a mobilní mláďata která samice po jistou dobu kojí. Není dostatek informací o velikosti kolonie ve které žije ani o průměrné délce života.

## Ohrožení
Nebylo provedeno podrobné zjišťování početního stavu zvířat. Předpokládá se, že velikost populace se snižuje; jejich pravděpodobný areál výskytu je rozdělován silnicemi způsobujícími rozdrobení území. Do oblasti přichází stále více pasoucího se dobytka a lesy jsou tam mýceny pro zvětšení rozlohy pastvin. Činčilák bolivijský byl proto již v roce 2008 prohlášen Mezinárodním svazem ochrany přírody (IUCN) za druh kriticky ohrožený (CR).